# Ґергард Луї де Геер
Ґергард Луї де Геер (швед. Gerhard Louis De Geer af Finspång; 27 листопада 1854, Крістіастад — 25 лютого 1935) — шведський ліберальний політик.

## Біографія
Народився 27 листопада 1854 року в Крістіанстаді й помер 25 лютого 1935 року в Квінінге.
Син Луї де Геера (1818—1896), він вивчав право в Університеті Уппсала, перш ніж розпочати політичну діяльність. Він приєднався до Риксдагу в 1901 році.
На парламентських виборах 1920 року кількість місць, здобутих провідними партіями, була недостатньою для формування уряду. Луї де Геер, який не був пов'язаним з будь-якою партією, обирається королем Густавом V державним міністром для формування перехідного уряду до наступних виборів, призначених восени 1921 року. Однак він пішов у відставку після кількох місяців перебування на посаді, поступившись Оскару фон Сюдову.